# Weinbau in Oregon
Obwohl der Weinbau in Oregon erst ab den 1960er Jahren professionell aufgestellt wurde, spielt der US-Bundesstaat Oregon mittlerweile nach Kalifornien eine bedeutende Rolle im amerikanischen Weinbau. 
Mit mittlerweile 303 Weingütern stellt der Weintourismus eine bedeutende Einnahmequelle dar. Im Jahr 2004 wurden die staatlichen Einnahmen durch den Tourismus auf fast 92 Millionen USD geschätzt. Dieser Betrag enthält nicht den Weinverkauf ab Weinkeller. 

## Rebsorten
Im Jahr 2005 waren folgende Rebsorten die bedeutendsten:
- Pinot noir 3.226 Hektar (7974 acre),
- Pinot gris 479 Hektar (1184 acre)
- Chardonnay 340 Hektar (842 acre)
- Merlot 222 Hektar (550 acre)
- Riesling 212 Hektar (524 acre)

Es folgen Cabernet Sauvignon, Gewürztraminer, Müller-Thurgau, Pinot Blanc, Sauvignon Blanc, Sémillon und Syrah.  Nur eine untergeordnete Rolle spielen Arneis, Baco noir, Baco Noir, Chenin blanc, Dolcetto, Gamay, Grenache, Maréchal Foch, Malbec, Nebbiolo, Petite Syrah, Sangiovese, Tempranillo, Viognier und Zinfandel.  Neben klassischen Stillweinen werden Schaumweine, Spätlese, Eisweine und Dessertweine hergestellt.